# كوزموس داودا
كوزموس داودا لاعب كرة قدم سعودي من مواليد 31 أغسطس 1993 ، يلعب كلاعب مهاجم لعب سابقاً في نادي الثقبة .

## روابط خارجية
- كوزموس داودا على موقع قاعدة بيانات كرة القدم.إي يو (الإنجليزية)
- كوزموس داودا على موقع Soccerway.com (الإنجليزية)
- كوزموس داودا على موقع كووورة